# Доренговский (герб)
Доренговский (пол. Doręgowski) — польский дворянский герб.

## Происхождение
Разновидность герба Трубы. Иное название — Две трубы (пол. Dwie Trąby). 

## Описание
|                                                       | W polu czerwonem dwie trąby czarne w srebro oprawne, na dół munsztukami, wylotami do góry, na krzyż białą przepaską związane. Nad helmem w koronie jedna trąba czarna, w srebro oprawna, z takim że sznurem, barkiem na dół, wylotem wprawo polożona. (пол.) |  | В поле червоном две трубы чёрные, в серебро оправленные, вниз мундштуками, раструбами вверх, накрест белой перевязью связаны. Над шлемом в короне одна труба чёрная, в серебро оправленная, с таким же шнуром, изгибом вниз, раструбом вправо расположенная |  |
| Juliusz Ostrowski: Księga herbowa rodów polskich, T.2 | |  | |  |

## Роды — носители герба
Dawgiel (Давгель), Derengowski (Деренговский), Doręgowski (Доренговский), Довнарович (Downarowicz), Клейст (Kleist, Kleyst).